# Barbuda
Barbuda è la seconda isola per dimensioni e importanza, dopo Antigua, nella piccola nazione caraibica di Antigua e Barbuda. Dal punto di vista amministrativo Barbuda è considerata una dipendenza, come Redonda, di Antigua e Barbuda.
Il 6-7 settembre 2017 l'uragano Irma ha colpito l'isola provocando la distruzione del 90% degli edifici dell'isola.

## Economia
L'isola è considerata un paradiso fiscale. Il sistema fiscale italiano, col Decreto Ministeriale 04/05/1999, l'ha inserita tra gli Stati o Territori aventi un regime fiscale privilegiato, nella cosiddetta lista nera, ponendo quindi limitazioni fiscali ai rapporti economico commerciali che si intrattengono tra le aziende italiane ed i soggetti ubicati in tale territorio.